# Gryka e Hapët
Maja Grykat y Hapëta es una montaña situada al norte de Albania en el condado de Kukë en los Montes Prokletije.  Es una de las montañas más altas de la cordillera. De hecho, es el tercero más alto después de Maja Jezercë a 2.694 m (8.839 pies) en Albania y Đeravica a 2.656 m (8.714 pies) en Kosovo. Maja Grykat y Hapëta tienen una textura pedregosa cerca de su cumbre.

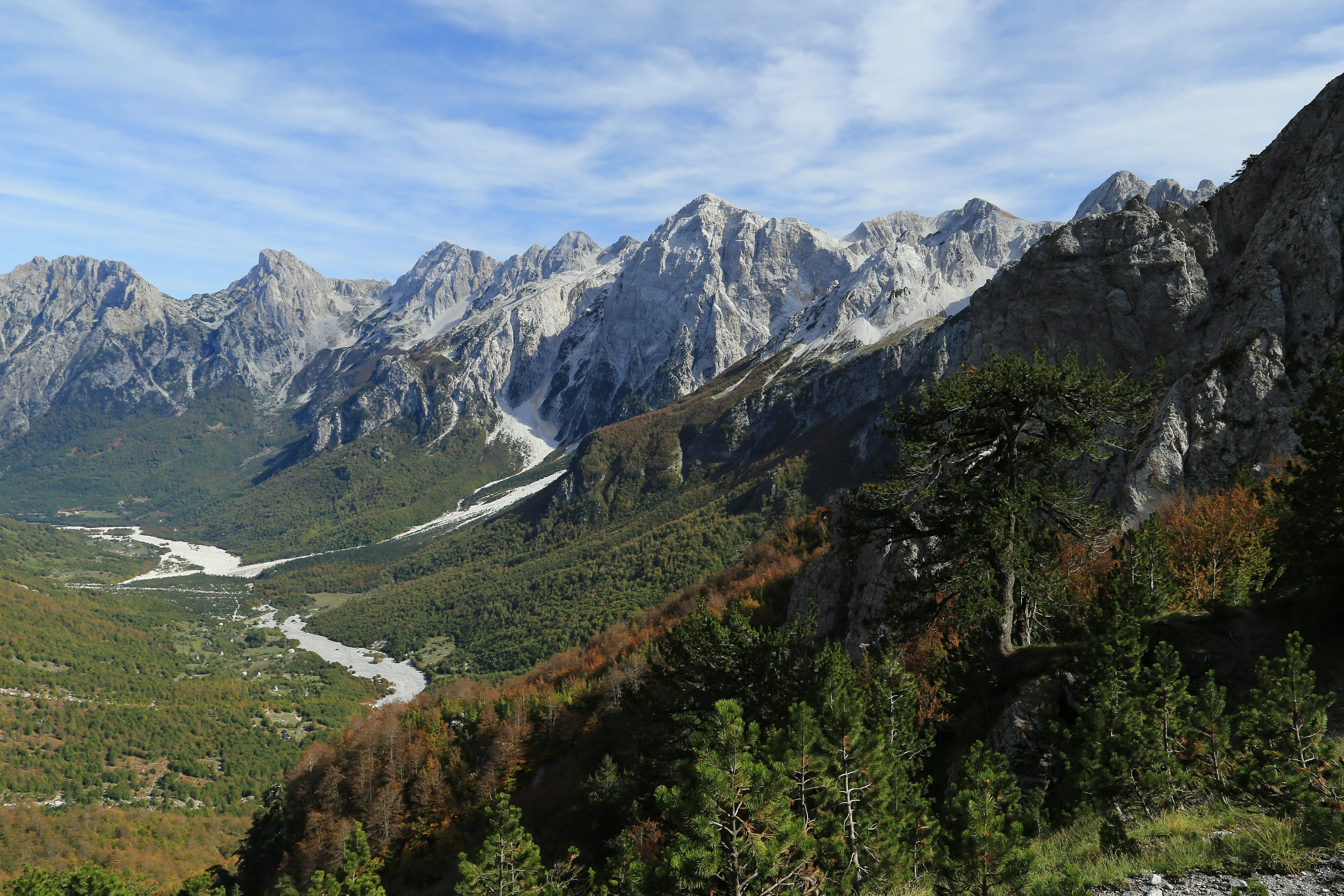
Vista de los Montes